# Municipio de Ludlow (Illinois)
El municipio de Ludlow (en inglés: Ludlow Township) es un municipio ubicado en el condado de Champaign en el estado estadounidense de Illinois. En el año 2010 tenía una población de 4278 habitantes y una densidad poblacional de 45,06 personas por km².

## Geografía
El municipio de Ludlow se encuentra ubicado en las coordenadas 40°21′45″N 88°11′5″O / 40.36250, -88.18472. Según la Oficina del Censo de los Estados Unidos, el municipio tiene una superficie total de 94.93 km², de la cual 94.84 km² corresponden a tierra firme y (0.1%) 0.09 km² es agua.

## Demografía
Según el censo de 2010, había 4278 personas residiendo en el municipio de Ludlow. La densidad de población era de 45,06 hab./km². De los 4278 habitantes, el municipio de Ludlow estaba compuesto por el 75.04% blancos, el 15.87% eran afroamericanos, el 0.23% eran amerindios, el 2.08% eran asiáticos, el 0.07% eran isleños del Pacífico, el 2.48% eran de otras razas y el 4.23% pertenecían a dos o más razas. Del total de la población el 5.94% eran hispanos o latinos de cualquier raza.